# Heinz Maier-Leibnitz
Heinz Maier-Leibnitz, född 28 mars 1911 i Esslingen am Neckar, Tyskland, död 16 december 2000 i Allensbach, var en tysk fysiker.
Heinz Maier-Leibnitz var professor i teknisk fysik vid Technische Hochschule München och chef för Institut Max von Laue-Paul Langevin i Grenoble. Han invaldes 1968 som utländsk ledamot av svenska Vetenskapsakademien.